# حكم الاختلاط في الإسلام

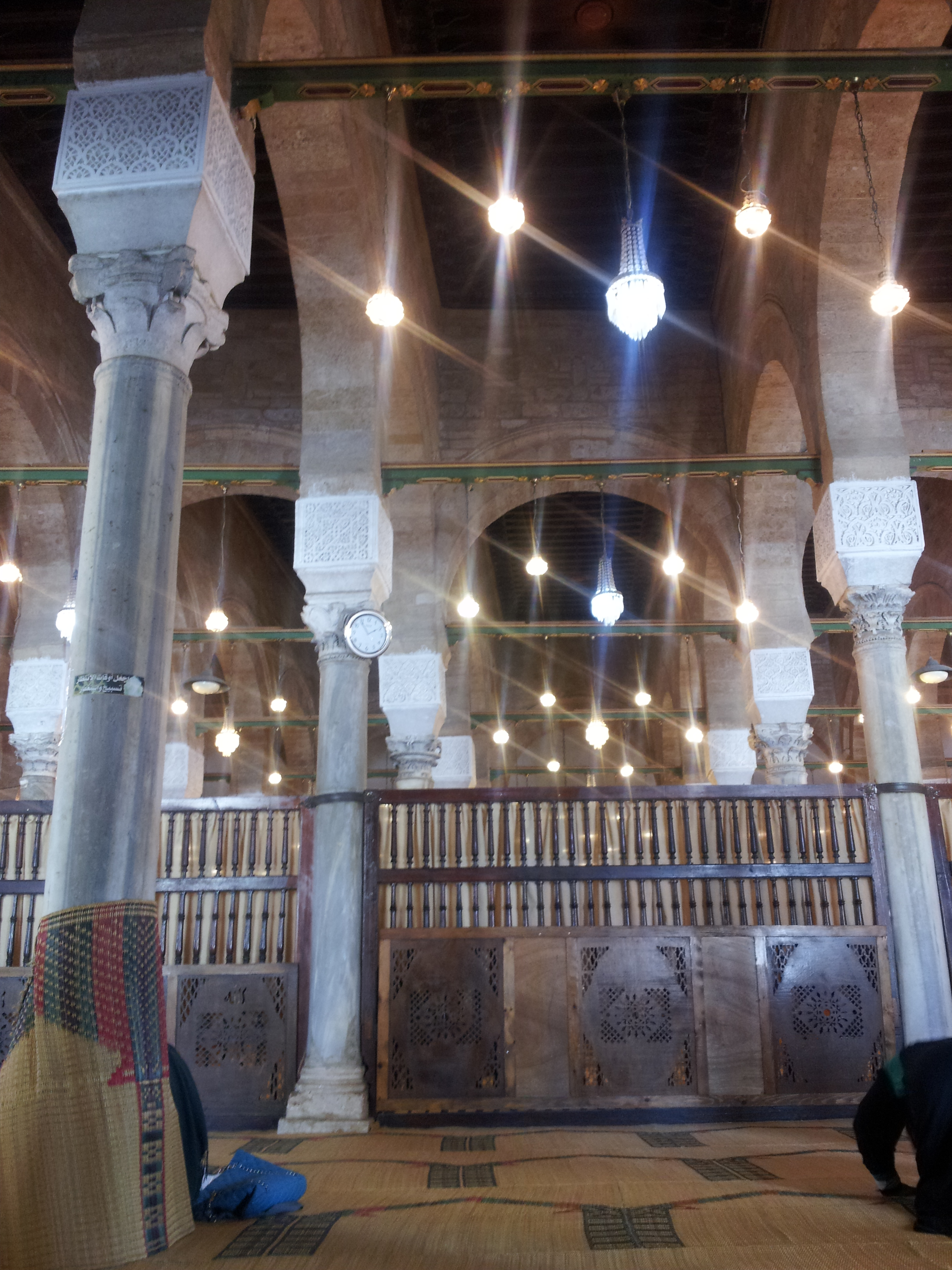
يُفصل الرجال والنساء في المساجد - ويظهر في الصورة مصلى النساء بجامع الزيتونة في تونس.

الاختلاط أو الامتزاج مصطلح في الفقه الإسلامي وهو مشتق من كلمة الخلط يُقصد بها تواجد رجال ونساء في مكان واحد. كَثُر النقاش في العصر الحديث حول موقف الشريعة الإسلامية من الاختلاط، وترددت في كثير من الأطروحات أنّ الإسلام لا يمنع من اختلاط الجنسين بغير خلوة، وادّعى البعض أنّ استعمال لفظ «الاختلاط» على هذا الوجه اصطلاحٌ حادثٌ دخيلٌ على القاموس الإسلاميّ, وفي المقابل أطروحة تدافع عن منع الاختلاط مستدلة بتأويل نصوص من القرآن والسنّة وتدعي أنّ لفظة «الاختلاط» معروفة منذ صدر الإسلام، وليست دخيلة.

## أضرار الاختلاط
من أضرار الاختلاط:
1- حصول النظر المحرم، وقد أمر الله تعالى المؤمنين والمؤمنات بغض البصر، فقال سبحانه: (قُلْ لِلْمُؤْمِنِينَ يَغُضُّوا مِنْ أَبْصَارِهِمْ وَيَحْفَظُوا فُرُوجَهُمْ ذَلِكَ أَزْكَى لَهُمْ إِنَّ اللَّهَ خَبِيرٌ بِمَا يَصْنَعُونَ وَقُلْ لِلْمُؤْمِنَاتِ يَغْضُضْنَ مِنْ أَبْصَارِهِنَّ وَيَحْفَظْنَ فُرُوجَهُنَّ وَلا يُبْدِينَ زِينَتَهُنَّ إِلا مَا ظَهَرَ مِنْهَا) [النور:30-31].
2- قد يحصل فيه اللمس المحرم ومنه المصافحة باليد، قال رسول الله: (لأن يطعن في رأس أحدكم بمخيط من حديد خير له من أن يمس امرأة لا تحل له) صححه الألباني (5045).
3- أن الاختلاط قد يوقع في خلوة الرجل بالمرأة الأجنبية عنه وهذا محرم؛ لقول رسول الله: (لا يخلون رجل بامرأة إلا كان ثالثهما الشيطان) رواه الترمذي (2165).
4- تعلق قلب الرجل بالمرأة وافتتانه بها أو العكس وذلك من جراء الخلطة وطول اللقاء.
5- ما يترتب على ذلك من دمار الأسر وخراب البيوت؛ بسبب إهمال الرجال للبيوت وتضييع الأسرة بسبب انشغال قلبه بزميلته في العمل أو الدراسة ومحادثتها وإقامة علاقة معها. وغيرها.

## ضوابط وشروط
حسب فتوى المجلس الأوربي للبحوث والإفتاء فالتعامل بين الجنسين ليس محرما على إطلاقه وليس مباحا على إطلاقه ولكنه مباح بضوابط وشروط، فاللقاء والتعاون والتكامل بين الرجال والنساء أمر فطري، ولا يمكن منعه واقعاً، ولم يرد في دين الفطرة ما يحجره بإطلاق، وإنما أحاطه بالضوابط التالية:

- منع الخلوة: وهي وجود رجل وامرأة أجنبية عنه في موضع لا يراهما فيه أحد.
- توقي التَّماسّ: وهو التلاصق والتراص بالأبدان بين الرجل والمرأة الأجنبية عنه، حذر الإثارة والفتنة.
- تجنب التبرج: وهو الكشف عما أمر الله ورسوله بستره من البدن، إذ يجب على المرأة حين اجتماعها بالرجال غير المحارم أن تستر نفسها.
- التزام المرأة الحشمة في حديثها وحركاتها
- فإذا التزم الرجال والنساء في أي لقاء أو نشاط بالضوابط السابقة، فلا حرج عليهم في ذلك، ما كان موضوع اللقاء أو النشاط جدياً، سواء أكان علمياً أم ثقافياً ونحو ذلك.
- ولا فرق في ضرورة الالتزام بهذه الضوابط بين أن يتعلق الأمر بفتيات مسلمات أو غير مسلمات؛ لأن الإثارة محتملة في الحالتين، على أن الانفصال في المجلس الواحد في المقاعد بين الرجال والنساء هو الأفضل.

وحسب الشيخ الدكتور عبد الكريم زيدان يجوز للمرأة أن تأكل مع زوجها ومع الضيف إكرامًا له أو لغرض مشروع كما يجوز للمرأة أن تجتمع مع الضيوف الأجانب إذا كان معها زوجها, كما  جاء في “صحيح مسلم” 

## تاريخ
في بداية الإسلام كانت المرأة تشهد الجماعة والجمعة في مسجد الرسول، الذي كان يحثهن على أن يتخذن مكانهن في الصفوف الأخيرة خلف صفوف الرجال، وكلما كان الصف أقرب إلى المؤخرة كان أفضل، خشية أن يظهر من عورات الرجال شيء، حيث كان بعض الصحابة لا يجد إزارا ورداء فيضطر للصلاة بالإزار فقط. ولم يكن بين الرجال والنساء أي حائل من بناء أو خشب أو نسيج، أو غيره.
كان الرجال والنساء في أول الأمر يدخلون من باب واحد، فيحدث نوع من التزاحم عند الدخول والخروج، فاقترح عليهم رسول الله: ” لو أنكم جعلتم هذا الباب للنساء “.فخصصوه بعد ذلك لهن، وصار يعرف إلى اليوم باسم “باب النساء“.
وكان النساء في عصر النبوة يحضرن الجمعة، ويسمعن الخطبة، حتى إن إحداهن حفظت سورة “ق ” من رسول الله من طول ما سمعتها من فوق منبر الجمعة. وكان النساء يحضرن كذلك صلاة العيدين،
كان النساء يحضرن دروس العلم، مع الرجال عند النبي ويسألن عن أمر دينهن من دون حرج، حتى أثنت عائشة على نساء الأنصار، أنهن لم يمنعهن الحياء أن يتفقهن في الدين، فطالما سألن عن الجنابة والاحتلام والاغتسال والحيض والاستحاضة ونحوها.